# Lio Tipton
Lio Tipton (* 9. listopadu 1988 Minneapolis, Minnesota) je americká krasobruslařka, herečka a modelka. V jedenácté sérii americké show Amerika hledá topmodelku se umístila na třetím místě. Nejvíce známá je díky filmům Bláznivá, zatracená láska (2011) Mrtví a neklidní (2013) a Rande na dvě noci (2014).

## Život a kariéra

### 1988–2007: Dětství
Lio se narodila a dětství prožila v Minneapolisu v Minnesotě. V osmi letech se rodina přestěhovala do Sacramenta v Kalifornii.
Vystudovala Marymount California University v Rancho Palos Verdes.
Podepsala smlouvu s I Model & Talent v Los Angeles a předváděla na podzimním losangeleském týdnu módy v roce 2008 pro návrháře Kellyho Nishimota.
Ve dvou a půl letech začala s krasobruslením a soutěžila na čtyřech Mistrovstvích Spojených států. Později se ona a její partner Phillip Coke stali dvojnásobnými regionálními mistry a jako junioři soutěžili dvakrát na Americkém krasobruslařském mistrovství. V 16 letech přestala profesionálně bruslit.

### 2008–2010: Modeling
V 11. sérii soutěže Amerika hledá topmodelku se umístila v roce 2008 na třetím místě. Do soutěže byla rekrutována skrz MySpace. V top 3 se objevila sedm týdnů po sobě. Eliminovaná byla ve finální epizodě poté, co zapomněla text při natáčení druhé reklamy pro CoverGirl.

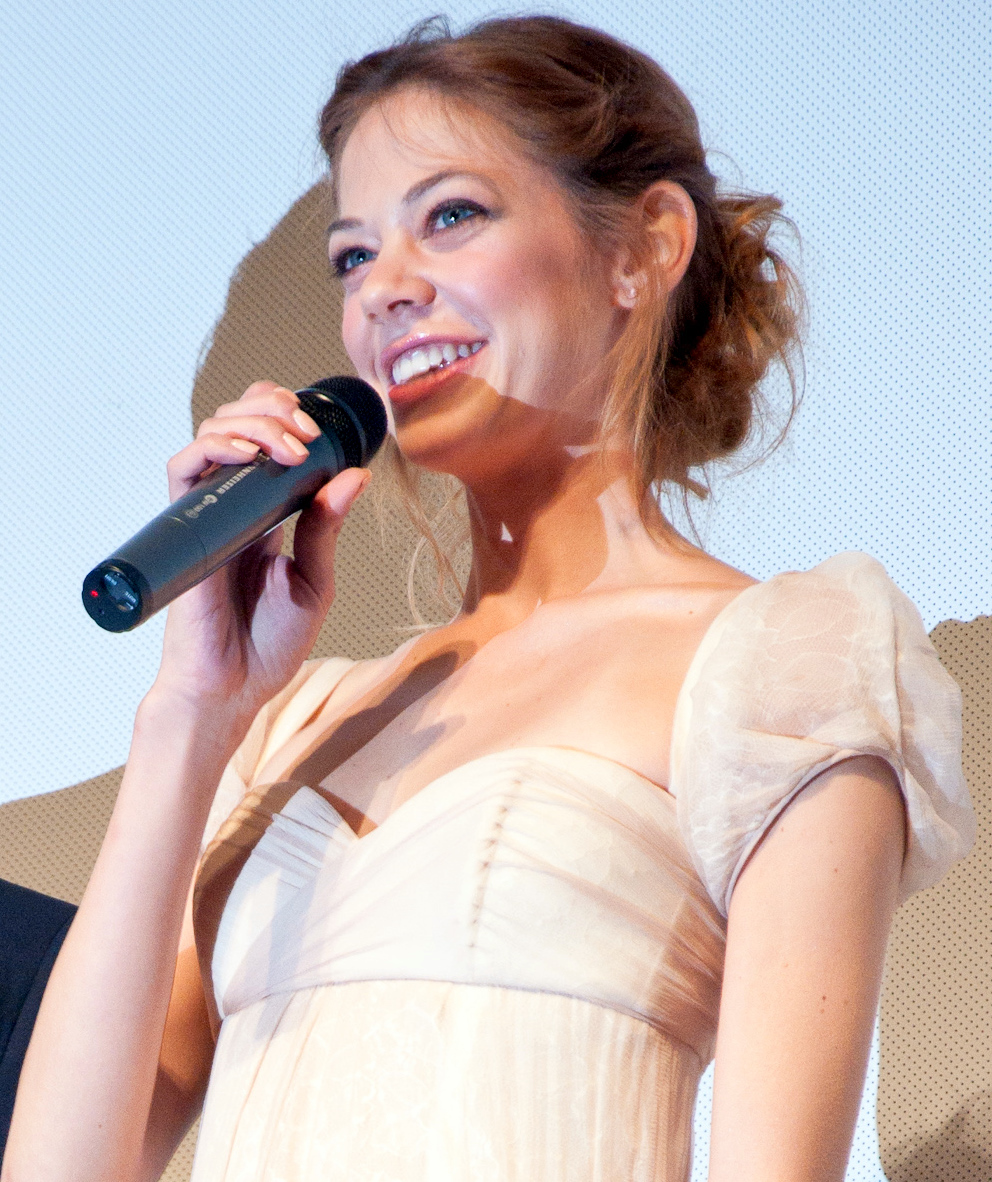
Lio Tipton na filmovém festivalu v Torontu v roce 2011

Lio podepsala smlouvu s Ford Models V Los Angeles a s Abrams Artist Agency. Objevila se ve španělském magazínu Marie Claire, v několika číslech magazínu Seventeen, a na pár stránkách magazínů Maxim a Vogue. Objevila se v reklamách pro Forever 21 a Guess.
V roce 2010 předváděla podzimní kolekci 2010 Gerena Forda. Na losangeleském týdnu módy předváděla pro Skingraft a Davida Alexandera. Další přehlídky na kterých se objevila byly: Mercedes Benz podzimní týden módy, Ticket Fashion Show, Nick Verreos Line a Guess?

### Od 2010: Herecká kariéra
V roce 2008 se objevila v epizodě seriálu Teorie velkého třesku. Svůj filmový debut zažila s filmem The Green Hornet, který měl premiéru 14. ledna 2011. Zahrála si chůvu ve filmu Bláznivá, zatracená láska a The New York Times jí nazval "obličejem, ke sledování".
Lio byla obsazena do třetí sérii HBO televizního seriálu Hung. Zahrála si ve filmu Mrtví a neklidní, režírovaném Jonahtanem Levinem. Získala menší roli po boku Scarlett Johanssonové ve sci-fi akčním filmu Lucy a hlavní roli ve filmu Rande na dvě noci.
V roce 2014 byla obsazena do seriálu stanice ABC Family Manhattan Love Story. Seriál měl premiéru 30. září 2014.

## Filmografie
| † | Označuje díla, která ještě nebyla vydána |

| Rok  | Název                     | Role                 | Poznámky                                   |
| ---- | ------------------------- | -------------------- | ------------------------------------------ |
| 2011 | Zelený sršeň              | Ana Lee              |                                            |
| 2011 | Bláznivá, zatracená láska | Jessica Riley        |                                            |
| 2011 | Slečny v nesnázích        | Lily                 |                                            |
| 2013 | Mrtví a neklidní          | Nora                 |                                            |
| 2014 | Buttwhistle               | Rose                 |                                            |
| 2014 | Mílový běh                | Lisa                 |                                            |
| 2014 | Lucy                      | Caroline             |                                            |
| 2014 | Rande na dvě noci         | Megan Pagano         |                                            |
| 2015 | Hazardní hráči            | Vanessa              |                                            |
| 2016 | Between Us                | Veronica             |                                            |
| 2016 | Viral                     | Stacey               |                                            |
| 2016 | In Dubious Battle         | Vera                 |                                            |
| 2016 | All Nighter               | Ginnie               |                                            |
| 2017 | Zlatá střední cesta       | Jwaa                 |                                            |
| 2018 | Better Start Running      | Stephanie            |                                            |
| 2018 | Broken Star               | Markey               |                                            |
| 2018 | The Long Home             | Herečka              |                                            |
| 2019 | Summer Night              | Mel                  | Poslední film uváděný jako Analeigh Tipton |
| 2022 | Vengeance                 | Abilene Shaw         |                                            |
| 2022 | Continue                  | Bria                 |                                            |
| 2023 | Riddle of Fire            | Anna-Freya Hollyhock |                                            |

| Rok  | Název                      | Role            | Poznámky                                               |
| ---- | -------------------------- | --------------- | ------------------------------------------------------ |
| 2008 | Amerika hledá topmodelku   | Samu sebe       | soutěžící, 3. místo                                    |
| 2008 | Teorie velkého třesku      | Analeigh        | díl: „The Panty Pinata Polarization“                   |
| 2009 | Show Tyry Banksové         | Samu sebe       | díl: „Top Model Toga Party“                            |
| 2011 | Hung - Na velikosti záleží | Sandee          | vedlejší role, 8 dílů                                  |
| 2012 | Made in Hollywood          | Samu sebe       | díl: „7.23“                                            |
| 2013 | Vibe for Women             | Samu sebe       | skeč Funny or Die                                      |
| 2013 | The Power Inside           | Ashley          | hlavní role                                            |
| 2014 | Manhattan Love Story       | Dana            | hlavní role, 11 dílů                                   |
| 2015 | Všemocný                   | Shauna          | díl: „The Legend of Marcos Ramos“                      |
| 2015 | Teorie velkého třesku      | Vanessa Bennett | díl: „Šmírování tajemného rande“                       |
| 2018 | Murphy Brown               | Lauren          | díl: „Lifetime of Achievement“                         |
| 2019 | Proč ženy zabíjí           | Mary Vlasin     | 3 díly; poslední televizní kredit jako Analeigh Tipton |
| 2022 | Přítel rodiny              | Gail Berchtold  | [ 15 ]                                                 |

| Rok  | Název skladby          | Umělec      |
| ---- | ---------------------- | ----------- |
| 2012 | Constant Conversations | Passion Pit |